# Saint-Caprais (Allier)
Saint-Caprais è un comune francese di 97 abitanti (al 1º gennaio 2022), situato nel dipartimento dell'Allier nella regione dell'Alvernia-Rodano-Alpi.

## Storia

### Simboli
Lo stemma comunale è stato adottato il 16 settembre 2022.

## Società

### Evoluzione demografica
Abitanti censiti